# Feu de glace
Pour plus de détails, voir Fiche technique et Distribution.
Feu de glace (Killing Me Softly) est un film américano-britannique réalisé par Chen Kaige, sorti en 2002. 
Il s'agit de l'adaptation cinématographique du roman éponyme de Nicci French, paru en 1999.

## Synopsis
Alice Loudon mène une vie quelque peu ordinaire mais heureuse avec son compagnon Jake dans leur appartement londonien. Elle occupe le poste de designer de sites internet dans une société d'informatique. 
Cependant, un jour, elle croise, en se rendant à son travail, un jeune homme dans la rue. Elle se sent aussitôt attirée par sa beauté et son aspect mystérieux. Alice se laisse emporter par son instinct et, sans même lui demander son nom, le suit jusqu'à son appartement où ils font l'amour sans retenue. Cet homme étrange se nomme Adam Tallis et a récemment sauvé la vie de plusieurs personnes lors d'une expédition en montagne. 
Alice délaisse alors sa relation confortable et stable avec Jake pour se marier deux mois plus tard avec Adam. Cependant, en apprenant les décès suspects de trois des anciennes petites amies d'Adam, elle ne tarde pas à avoir des doutes sur la véritable personnalité de celui qui est désormais son mari.

## Fiche technique
- Titre original : Killing Me Softly
- Titre français : Feu de glace
- Réalisation : Chen Kaige
- Scénario : Kara Lindstrom d'après le roman de Sean French
- Direction artistique : Rod McLean
- Décors : Trisha Edwards
- Costumes : Phoebe De Gaye
- Photographie : Michael Coulter
- Montage :  Jon Gregory (en)
- Musique : Patrick Doyle
- Casting : Susie Figgis
- Production : Michael Chinich, Joe Medjuck (en), Lynda Myles
- Sociétés de production : Metro-Goldwyn-Mayer, The Montecito Picture Company et Noelle Entertainment Limited
- Sociétés de distribution : Metro-Goldwyn-Mayer (États-Unis), Pathé Distribution (Royaume-Uni), Metropolitan Filmexport (France)
- Pays d'origine :  États-Unis,  Royaume-Uni
- Langue originale : anglais
- Format : couleur - 1,85 : 1 - son DTS / Dolby Digital /  SDDS
- Genre : Film dramatique, thriller
- Durée : 100 minutes
- Dates de sortie[1] :
  - Japon : 23 février 2002 (première mondiale)
  - France : 5 juin 2002
  - Royaume-Uni : 21 juin 2002
  - Belgique : 25 août 2002
  - États-Unis : 25 mars 2003 (directement en vidéo)

## Distribution
- Heather Graham (VF : Marie-Laure Dougnac) : Alice Loudon
- Joseph Fiennes (VF : Jean-Pierre Michaël) : Adam Tallis
- Natasha McElhone (VF : Déborah Perret) : Deborah Tallis
- Jason Hughes (VF : Emmanuel Gradi) : Jake
- Yasmin Bannerman (VF : Géraldine Asselin) : Joanna Nobel

 Source et légende : version française (VF) sur RS Doublage